# Astragalus khassanovii
Astragalus khassanovii es una especie de planta del género Astragalus, de la familia de las leguminosas, orden Fabales.

## Distribución
Astragalus khassanovii se distribuye por Kirguistán.

## Taxonomía
Fue descrita científicamente por Podlech. Fue publicada en Taxon. Rev. Gen. Astragalus L. (Leguminosae) Old World 3: 1810 (2013).